# Ursula Mumenthaler
Ursula Mumenthaler, née le 14 mai 1955 à Staffelbach est une artiste plasticienne suisse. Elle fait ses études à l'école de design de Bâle et à l'École supérieure d'art visuel de Genève. Elle utilise dans ses œuvres à la fois le média de la photographie et de la peinture dans des bâtiments désaffectés ou abandonnés, et également dans un second temps en recourant à la miniature et à la fabrication de maquettes. Depuis les années 1990 son œuvre apparait dans des collections.

## Biographie
Ursula Mumenthaler nait le 14 mai 1955 à Staffelbach. Elle étudie de 1974 à 1976 avec Franz Fedier à l'école de design de Bâle puis de 1977 à 1981 à l'École supérieure d'art visuel de Genève avec Chérif Défraoui. Dès 1987 elle expose ses œuvres dans des expositions personnelles et collectives.
Depuis 2008, elle fabrique des maquettes en carton de villes qui semblent abandonnées. Elle installe une relation entre architecture et nature de plus en plus importante. Elle expose ses œuvres avec des photos d’espaces urbains laissés à l’abandon ou par des photos de presse de catastrophes naturelles.

En 2010 pour le Festival Images, Ursula Mumenthaler propose une installation en trompe-l’œil dans le lieu central de la manifestation. Elle bouscule le public dans ses habitudes visuelles en utilisant le principe d’anamorphose. Elle remet en cause le fait que la photographie est le reflet de la réalité.

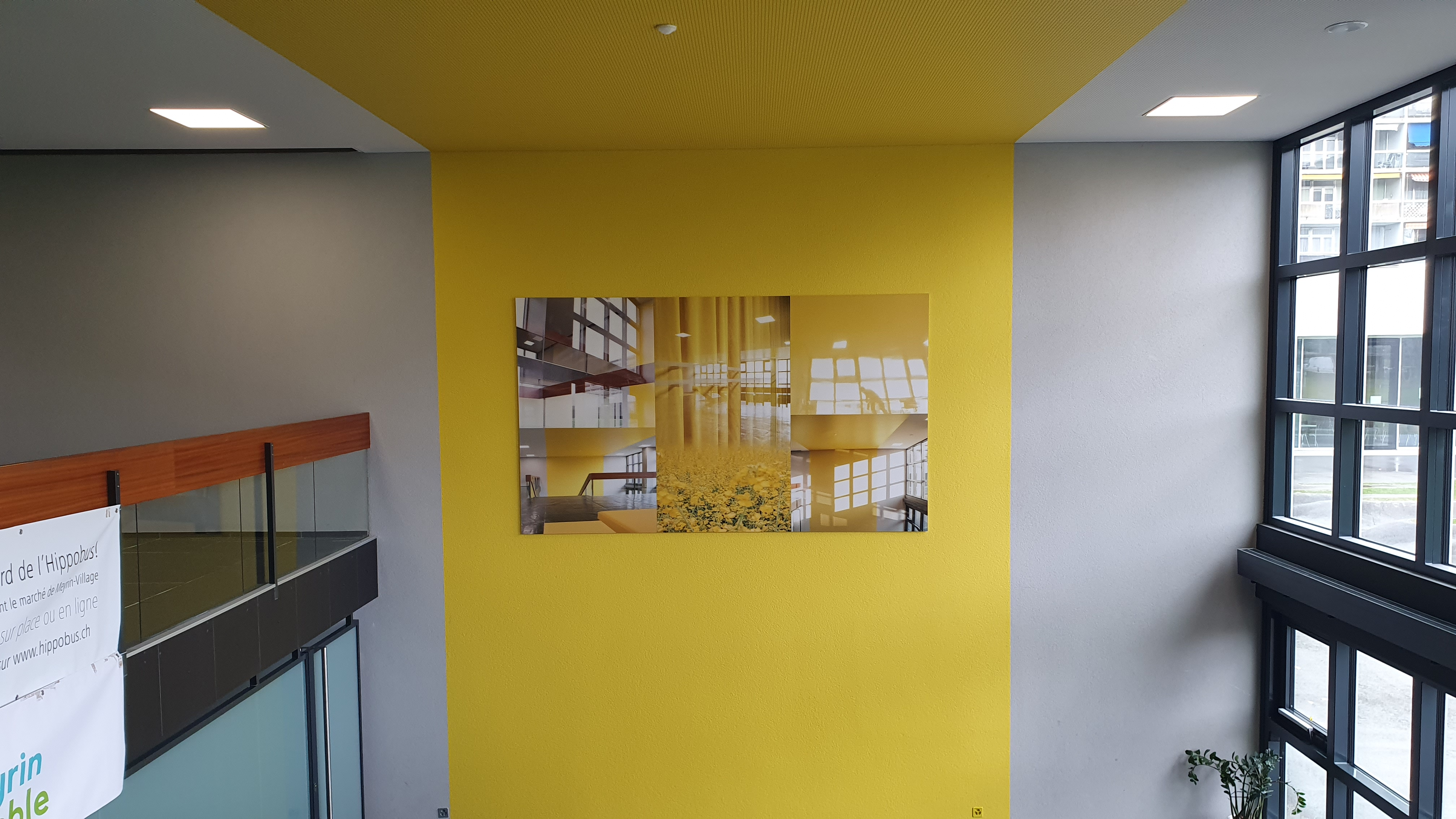
Réflexions d'Ursula Mumenthaler à l'école des Boudines à Meyrin, mars 2023

La même année elle remporte le concours international pour la réalisation de l'œuvre Passagen dans le bâtiment DC16 de Rotterdam.
En 2015, avant la rénovation de l'école des Boudines elle remporte le concours du Fonds d'art contemporain de Meyrin pour une œuvre appelée Réflexions,.

## Technique
Ses œuvres utilisent à la fois le média de la photographie et de la peinture, dans un premier temps dans des bâtiments en rénovation ou abandonnés, et dans un second temps en recourant à la miniature.
Ursula Mumenthaler utilise la photographie pour représenter les œuvres qu'elle réalise avec pour objectif de réfléchir sur les normes visuelles.
Elle travaille principalement dans les années 1980 dans des bâtiments désaffectés en y apportant des ajouts comme un piscine ou un banc afin de modifier la perception de l'espace, puis elle transforme cet espace en image par le biais de la photographie.
Dans les séries ultérieures, Ursula Mumenthaler superpose des surfaces géométriques aux murs et aux sols puis dans l'image photographique, des plans et des cubes virtuels flottent dans les pièces réelles, ou l'espace entier se confond avec une surface. L'étape finale réside dans la prise de vue à l'aide d'un objectif grand angle à partir d'un point de vue choisi avec précision.
Ses travaux reflètent le caractère ambigu de la photographie qui ne se contente pas de représenter la réalité, mais qui peut aussi générer de la fiction.
Dans les années 1990, son œuvre connaît une extension dans des installations permanentes et accessibles (Le champ bleu, Lichthof, Peter Merian Haus, Bâle, 1997-99), et dans le travail avec des maquettes. L'artiste peint et photographie ses propres espaces qui incarnent une autre ambiance selon l'incidence de la lumière, la vue et les couleurs (série Rooms, 1998-99). Parallèlement, l'artiste expérimente des agencements expérimentaux de maquettes devant différents décors, qui suggèrent une ville en montagne ou un incendie qui vient de se déclarer (Cityscape, 2008). Aux constructions réalisées, elle juxtapose des vues photographiques d'espaces extérieurs en friche (Agra, 2005). Mais le thème fondamental reste le même, les images d'Ursula Mumenthaler créent des structures entre l'être et le paraître, dans lesquelles l'espace est perçu comme une catégorie et devient un objet de réflexion.

## Œuvres
- Réflexions, École des Boudines, Meyrin[5],[6].
- Agra, 2005, Coll. MAMCO, legs Claudine et Sven Widgren, numéro d'inventaire : 2016-295, tirage couleur, 25.4 × 36.4 cm[8].
- Rotterdam, Passagen, 2010[4].

## Publications
- Meyrin. Fonds d'art contemporain, Ursula Mumenthaler : Réflexions : école des Boudines, 2016 (ISBN 978-2-8399-1884-8 et 2-8399-1884-6, OCLC 1041364465).
- Ursula Mumenthaler et Centre de la photographie, Journal, les presses du réel, 2015 (ISBN 978-2-9700569-9-7 et 2-9700569-9-2, OCLC 1351933376, /1351933376).
- Ursula Mumenthaler - Intérieur, Christoph-Merian-Verl, 2000 (ISBN 978-3-85616-124-8)
- Hans Zwimpfer, Margherita Spiluttini, Katja Steiner et Bruce Almberg, Peter-Merian-Haus Basel: an der Schnittstelle von Kunst, Technik und Architektur, Birkhäuser, 2002 (ISBN 978-3-7643-6621-6)

## Expositions
- MAMCO Genève - Collection - Catalogue - Ursula Mumenthaler, Agra, 2005[8].
- Ursula Mumenthaler, Art Basel, 2019[9].
- Galerie Gisèle Linder, Bâle[10].